# Aşurlu
Aşurlu è un comune dell'Azerbaigian situato nel distretto di Masallı. Conta una popolazione di 1 884 abitanti.